# BP (companie)
BP este o companie petrolieră din Marea Britanie, înființată în anul 1909. Compania deținea, în anul 2007, 24.100 stații de benzină în 29 de țări.
Număr de angajați în anul 2007: 97.600.
Cifra de afaceri:
- 2008: 361,1 miliarde USD[7]
- 2007: 284,3 miliarde USD[6]
- 2006: 265,9 miliarde USD[7]

Venit net:
- 2008: 21,6 miliarde USD[7]
- 2007: 21,1 miliarde USD[7]
- 2006: 22,3 miliarde USD[7]

## Istoric

### 1909-1954

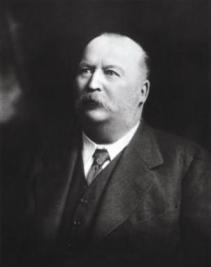
William Knox D'Arcy

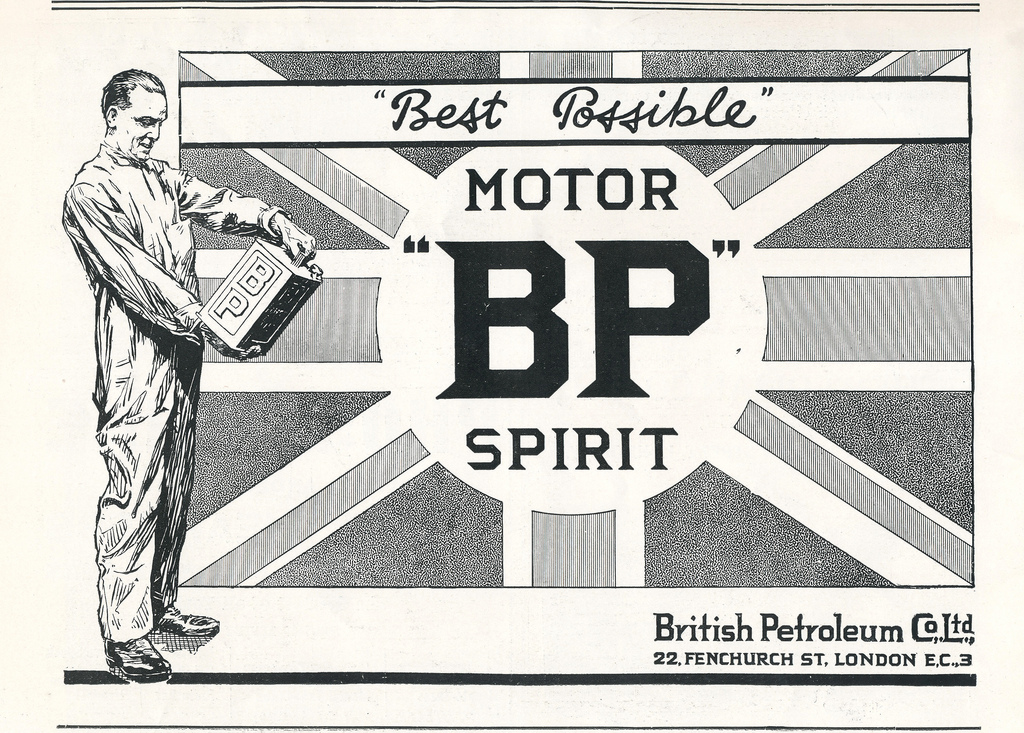
Publicitate BP Motor Spirit din 1922

În mai 1908 un grup de geologi britanici au descoperit o cantitate mare de petrol la Masjid-i-Suleiman din Mohammerah, situat astăzi în provincia Khuzestan. A fost prima descoperire semnificativă din punct de vedere comercial a petrolului în Orientul Mijlociu. William Knox D'Arcy, prin contract cu Emirul Mohammerah, Sheikh Khaz'al Khan al-Kaabi, a obținut permisiunea de a explora pentru prima dată petrolul în Orientul Mijlociu, un eveniment care a schimbat istoria întregii regiune. Descoperirea petrolului a condus la dezvoltarea industriei petrochimice și, de asemenea, la crearea industriilor care depindea puternic de petrol. La 14 aprilie 1909, compania petrolieră anglo-persană a fost înființată ca o filială a companiei Burmah Oil Company. Unele dintre acțiuni au fost vândute publicului. Primul președinte și acționar minoritar al companiei a devenit Lord Strathcona.

## Operațiuni
BP are operațiuni în aproximativ 70 de țări din întreaga lume cu sediul central la Londra, Marea Britanie. Operațiunile BP sunt organizate în două segmente principale de afaceri, Upstream și Downstream.
Începând cu anul 1951, BP și-a publicat anual revizuirea statistică a energiei mondiale, care este considerată drept indicator al industriei energetice.